# 朝葉ことの
朝葉 ことの（あさのは ことの、10月3日 - ）は、宝塚歌劇団花組に所属する娘役。
東京都目黒区、八雲学園高等学校出身。身長163cm。愛称は「ことねえ」、「ことの」。

## 来歴
2015年、宝塚音楽学校入学。
2017年、音楽学校卒業後、宝塚歌劇団に103期生として入団。入団時の成績は7番。雪組公演「幕末太陽傳／Dramatic “S”!」で初舞台。その後、花組に配属。
2022年のバウ・ワークショップ「殉情」で、バウホール公演初ヒロイン。
2023年の「鴛鴦歌合戦」で新人公演初ヒロイン。併演のショー「GRAND MIRAGE!」で初のエトワールに抜擢。

## 主な舞台

### 初舞台
- 2017年4 - 5月、雪組『幕末太陽傳（ばくまつたいようでん）』『Dramatic “S”!』（宝塚大劇場のみ）

### 花組時代
- 2017年10月、『はいからさんが通る』（ドラマシティ・日本青年館） - 女学生／新聞屋少年
- 2018年1 - 3月、『ポーの一族』 - 新人公演：メアリー（本役：華雅りりか）
- 2018年5月、『Senhor CRUZEIRO（セニョール クルゼイロ）!』（バウホール） - リタ
- 2018年7 - 10月、『MESSIAH（メサイア）-異聞・天草四郎-』 - 新人公演：萬（本役：舞空瞳）『BEAUTIFUL GARDEN-百花繚乱-』
- 2018年11 - 12月、『Delight Holiday』（舞浜アンフィシアター）
- 2019年2 - 4月、『CASANOVA』 - 新人公演：セラフィーナ（本役：華優希）
- 2019年6 - 7月、『花より男子』（TBS赤坂ACTシアター） - 松岡優紀
- 2019年6月、『恋スルARENA』（横浜アリーナ）[注釈 1]
- 2019年8 - 11月、『A Fairy Tale -青い薔薇の精-』 - グラーテス、新人公演：アウラ（本役：更紗那知）『シャルム!』
- 2020年1月、『マスカレード・ホテル』（ドラマシティ・日本青年館） - 浜島
- 2020年7 - 11月、『はいからさんが通る』[注釈 2]
- 2021年4 - 7月、『アウグストゥス-尊厳ある者-』『Cool Beast!!』[注釈 2]
- 2021年11 - 12月、『元禄バロックロック』 - ラン、新人公演：アズサ（本役：若草萌香）『The Fascination（ザ ファシネイション）!』（宝塚大劇場）
- 2022年1 - 2月、『元禄バロックロック』 - ラン『The Fascination（ザ ファシネイション）!』（東京宝塚劇場）
- 2022年3 - 4月、『冬霞（ふゆがすみ）の巴里』（ドラマシティ・東京建物 Brillia HALL） - テレーズ
- 2022年6 - 7月、『巡礼の年〜リスト・フェレンツ、魂の彷徨〜』 - 新人公演：ル・ヴァイエ侯爵夫人（本役：美風舞良）『Fashionable Empire』（宝塚大劇場のみ）
- 2022年10月、『殉情（じゅんじょう）』（バウホール） - 春琴 バウWSヒロイン[3][4]
- 2023年1月、『うたかたの恋』 - ラリッシュ伯爵夫人『ENCHANTEMENT（アンシャントマン）-華麗なる香水（パルファン）-』（宝塚大劇場）
- 2023年2 - 3月、『うたかたの恋』 - ラリッシュ伯爵夫人、新人公演：エリザベート（本役：華雅りりか）『ENCHANTEMENT（アンシャントマン）-華麗なる香水（パルファン）-』（東京宝塚劇場）
- 2023年4 - 5月、『二人だけの戦場』（梅田芸術劇場・東京建物 Brillia HALL） - エルサ
- 2023年7 - 10月、『鴛鴦歌合戦（おしどりうたがっせん）』 - 玉織姫／七緒、新人公演：お春（本役：星風まどか）『GRAND MIRAGE!』 新人公演初ヒロイン、初エトワール[5][6]
- 2024年2 - 5月、『アルカンシェル』 - ジャンヌ
- 2024年9 - 2025年1月、『エンジェリックライ』 - ヴィータ『Jubilee（ジュビリー）』
- 2025年3月、『マジシャンの憂鬱』 - ギゼラ『Jubilee』（博多座）
- 2025年6 - 9月、『悪魔城ドラキュラ／愛, Love Revue!』 - リサ・ツェペシュ
- 2025年11 - 12月、『DEAN』（ドラマシティ・日本青年館ホール）

## 出演イベント
- 2019年12月、タカラヅカスペシャル2019『Beautiful Harmony』[注釈 3]
- 2021年1 - 2月、水美舞斗スペシャルライブ『Aqua Bella!!』[7]
- 2024年7月、『宝塚巴里祭2024』